# Bericht aus dem Inneren
Bericht aus dem Inneren ist ein autobiografisches Buch des US-amerikanischen Autors Paul Auster, das 2013 mit dem Originaltitel Report from the Interior erschien. 2014 wurde die deutsche Übersetzung von Werner Schmitz im Rowohlt-Verlag veröffentlicht.

## Inhalt
Inhalt ist im ersten Teil, der so heißt wie das Buch, die Entwicklung der Wahrnehmung und Ansichten in politischer und religiöser Hinsicht in der erinnerten Selbstwahrnehmung des Autors von den ersten Erinnerungen bis etwa zum 12. Lebensjahr.  Enthalten sind im zweiten Teil, Zwei Schläge an den Kopf, umfangreiche  Nacherzählungen der beiden Filme Die unglaubliche Geschichte des Mr. C. von 1957 (Regie: Jack Arnold) und Jagd auf James A. von 1932 in der Regie von Mervyn LeRoy. Thema sind hier die Beschreibungen der Auswirkungen dieser Filme auf Auster. Das Buch enthält im dritten Teil, Zeitkapsel, Auszüge aus Briefen an seine langjährige Freundin und spätere erste Ehefrau, Lydia Davis, aus den späten 1960er und frühen 1970er Jahren. Im vierten Teil, Album, sind Fotos, ausgewählt mit Bezug zu den ersten drei Kapiteln und mit Bildunterschriften aus diesen Kapiteln abgedruckt, unter anderem aus den beiden Filmen.

## Kritik
Jürgen Brôcan urteilte in der Neue Zürcher Zeitung: Zusammen mit dem (im Jahr zuvor erschienenen) Winter Journal hat Auster „einen Gipfelpunkt seines Schaffens erreicht und ein atemberaubendes Panorama eines Menschen im Amerika der zweiten Hälfte des 20. Jahrhunderts vorgelegt.“ Judith von Sternburg schreibt in der Frankfurter Rundschau, Auster  setze die Selbsterforschung aus dem Winter Journal "souverän" fort und schreibt zum zweiten Teil, den Fimbeschreibungen, dass „ausgerechnet der Kinogänger nachweist, wie Worte stärker und eindrucksvoller sind, sein können als Bilder“.

## Zitate
„Das Leben war gefährlich. Jeden Augenblick konnte der Boden unter deinen Füßen nachgeben“

„Sterne hingegen waren ein unlösbares Rätsel. ... Gütig und schön schwebten sie in der Nacht und waren nur da, weil sie da waren, einen anderen Grund gab es nicht. Von Gottes Hand geschaffen, ja, aber was um alles in der Welt hatte er sich dabei gedacht?“

„Gott, der Allmächtige besaß keine Macht. Im Angesicht des Bösen war Gott so hilflos wie die hilflosesten Menschen, und jene, die an ihn glaubten, waren dem Untergang geweiht. Das war die Lektion, die dich der Der Krieg der Welten an jenem Abend lehrte. Ein Schock, von dem du dich nie mehr ganz erholt hast.“

## Ausgaben
- Report from the Interior. Henry Holt, New York; Faber&Faber, London 2013 (341 Seiten), ISBN 978-0-571-30368-7.
  - Übersetzung: Bericht aus dem Inneren. Dt. von Werner Schmitz. Rowohlt, Reinbek 2014 (360 Seiten), ISBN 978-3-499-26732-1.